# Vitamalz

Vitamalz-Logo

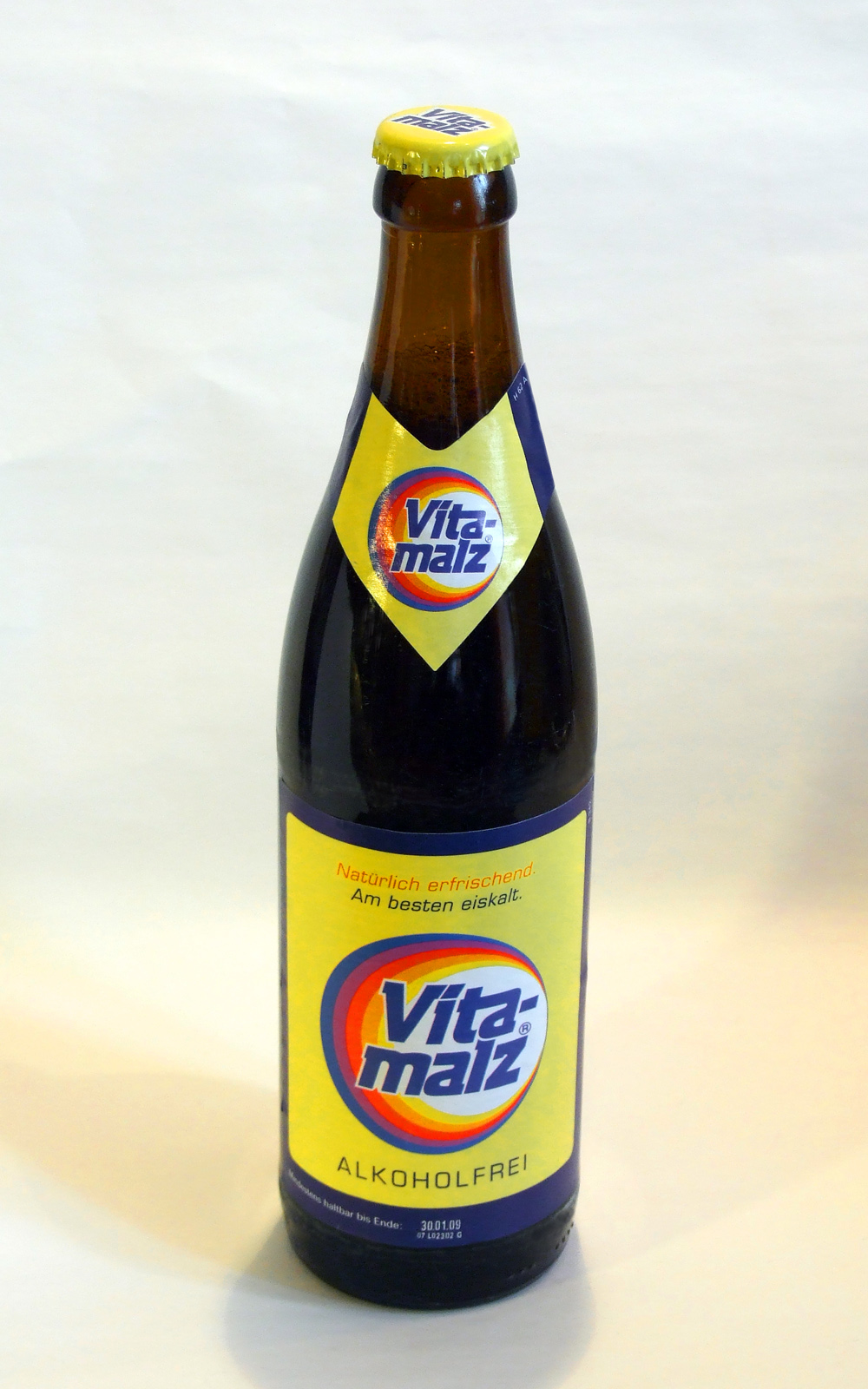
Vitamalz-Flasche

Vitamalz ist eine eingetragene deutsche Marke für einen Malztrunk. Das Unternehmen Vitamalz GmbH, welches Teil der Krombacher Brauerei ist, hat seinen Sitz in Kreuztal.

## Geschichte
1920 wurde von Ferdinand Glaab ein neues Brauverfahren für Malzbier erfunden. Das entsprechende Herstellungsverfahren wurde daraufhin von der VITA LUX-Gesellschaft (benannt nach Fritz Lux) patentiert. Auf den Markt kam Vitamalz allerdings erst 1931: Die Brauerei Glaabsbräu aus Seligenstadt erwarb das Patent und produzierte Malzbier unter dem Markennamen VITAMALZ. Bis in die 1960er-Jahre hinein wurde Vitamalz ausschließlich von der Brauerei Glaabsbräu produziert.
1970 gründete diese jedoch zusammen mit anderen Getränkeherstellern den Vitamalz-Verbund, deren Mitglieder sich dazu verpflichten, Vitamalz nach einheitlicher Rezeptur zu erzeugen. Dennoch gab es leichte Geschmacksunterschiede zwischen den Produkten der einzelnen Hersteller, die auf das jeweils verwendete Brauwasser sowie Qualitätsunterschiede bei den Rohstoffen zurückzuführen waren. Mitglieder im Vitamalz-Verbund waren: Barre, Haake-Beck, die Gilde Brauerei, Glaabsbräu, Holsten, Karlsberg, Krombacher, Rolinck, Tucher und die Dortmunder Actien-Brauerei. Zu den ehemaligen Mitgliedern gehört die Freiburger Brauerei Ganter, die auf eigenen Wunsch aus dem Verbund ausgetreten ist.
Nachdem die Krombacher Brauerei bereits seit Juli 2016 alleiniger Lizenznehmer für Vitamalz war, wurde die Marke im September 2016 komplett übernommen.
Seit 2020 ist eine zuckerreduzierte Variante mit daher geringerem physiologischem Brennwert namens Vitamalz Sport auf dem Markt, die weniger süß als der Klassiker ist.

## Bier oder Limonade?
In den 1950er Jahren gab es einen Streit, da es in Bayern verboten ist, Malzbier mit Zuckerzusatz herzustellen. Nach verschiedenen Rechtsstreitigkeiten und Entscheidungen der Untergerichte urteilte der Bundesgerichtshof im Jahre 1958: Ein gegorenes Getränk, zu dessen Bereitung Zucker, ein aus Zucker hergestelltes Farbmittel oder Süßstoff verwendet worden ist, darf in Bayern nicht unter der Bezeichnung Bier in den Verkehr gebracht werden.
Seither wird im Handel der Name Malztrunk statt Malzbier verwendet. Bei einem Alkoholgehalt von unter 0,1 % Vol., der damit unter dem von Apfelsaft liegt, handelt es sich auch eher um ein Erfrischungsgetränk als um ein Bier. Dennoch ist der Begriff Malzbier, auch für andere Malzgetränke, bzw. der missverständliche Begriff Dunkelbier bis heute umgangssprachlich allgemein in Gebrauch.

## Zutaten
Angegebene Zutaten sind Wasser, Gerstenmalz, Glucose-Fructose-Sirup, Kohlensäure, Hopfenextrakt, 100 ml enthalten 10,2 g Kohlenhydrate; der Brennwert beträgt 179 kJ (42 kcal).

## Vermarktung
Entgegen dem traditionellen Image als „alkoholfreies Dunkelbier“, „Kinderbier“ oder „Schwangerenbrause“ präsentiert sich Vitamalz in Werbespots als sportliches Erfrischungsgetränk und richtet sich vornehmlich an junge Menschen. Von 2003 bis 2005 veranstaltete Vitamalz deutschlandweit die „King Of The Monster Dunk“-Tour für junge Basketballer und Cheerleader. Zum 75-jährigen Jubiläum 2006 präsentierte sich Vitamalz mit einer Anzeigenkampagne im Retro-Look, einem neuen Internetauftritt, Aktionen und Gewinnspielen.
Der größte Wettbewerber ist Karamalz.